# Canton de Saint-Benoît-du-Sault
Le canton de Saint-Benoît-du-Sault est une ancienne division administrative française, située dans le département de l'Indre, en région Centre-Val de Loire.
À la suite du redécoupage cantonal de 2014, le canton a été supprimé en mars 2015, les communes dépendent désormais du canton de Saint-Gaultier.

## Géographie
Ce canton était organisé autour de la commune de Saint-Benoît-du-Sault, dans l'arrondissement du Blanc. Il se situait dans le sud-ouest du département.
Son altitude variait de 112 m (Dunet) à 344 m (Mouhet).

## Histoire
Le canton fut créé le 15 février 1790, sous le nom de « Saint Benoit ». En 1801,, le canton fut renommé « Saint-Benoît-du-Sault ».
Il a été supprimé en mars 2015, à la suite du redécoupage cantonal de 2014.

## Administration

### Conseillers généraux de 1833 à 2015
| Période   | Période   | Identité                                                   | Étiquette                | Qualité |
| --------- | --------- | ---------------------------------------------------------- | ------------------------ | --- |
| 1833      | 1863      | Eugène Collin-Delavaud                                     | ?                        | Maire de Saint-Benoît-du-Sault Propriétaire |
| 1863      | 1870      | Albert Comte puis Marquis Taupinart de Tilière (1812-1890) | ?                        | Maire de Chazelet |
| 1870      | 1886      | Claude-Joseph Redaud-Péraud (1810-1890)                    | Républicain              | Licencié en droit, propriétaire Maire de Saint-Benoît-du-Sault                                                                                     |
| 1886      | 1906,     | Alfred Moroux                                              | Républicain              | Propriétaire agricole Député de l'Indre (1891-1897) Sénateur de l'Indre (1897-1906) Maire de Saint-Cyran Président du conseil général de l'Indre   |
| 1906      | 1910      | Antony Ratier                                              | Radical                  | Avoué Ministre (1913 et 1924) Sénateur de l'Indre (1894-1933) Maire de Buzançais                                                                   |
| 1910      | 1922      | Gaston Vaillant                                            | Républicain Progressiste | Maire de Saint-Benoît-du-Sault Conseiller d'arrondissement                                                                                         |
| 1922      | 1928      | Louis Paul Georges Ratier                                  | Radical                  | Pharmacien Maire de Saint-Benoît-du-Sault puis de Parnac                                                                                           |
| 1928      | 1934      | Joseph Poulet                                              | URD                      | Maire de Parnac Directeur d'assurances |
| 1934      | 1940      | M. Fauget                                                  | Radical                  | Médecin |
|           |           |                                                            |                          | |
| 1942      | 1945      | Maxime Charpentier                                         | Rad.ind.                 | Vétérinaire à Chaillac Nommé Conseiller départemental en 1942                                                                                      |
|           |           |                                                            |                          | |
| 1945      | 1958      | Fernand Portier (1888-1964)                                | SFIO                     | Maire de Chaillac Charron-carrossier |
| 1958      | juin 1961 | André de Brousse de Montpeyroux-Bretagne (1910-1986)       | DVD                      | Journaliste Maire de Saint-Benoît-du-Sault |
| juin 1961 | mars 1982 | Gaston Charret                                             | PCF                      | Ancien résistant Maire de Dunet |
| mars 1982 | mars 2015 | Gérard Mayaud,                                             | UDF puis MPF puis NC-UDI | Premier vice-président du conseil général de l'Indre Maire de Chaillac depuis 1977 Élu en 2015 dans le Canton de Saint-Gaultier Éleveur de chevaux |

### Résultats électoraux
- Élections cantonales de 2001 : Gérard Mayaud (UDF) est élu au 1er tour avec 78,18 % des suffrages exprimés, devant Bernard Delbary (PCF) (14,35 %), Dominique-Raymo Paris (FN) (4,32 %) et Pierre Mercier (Divers) (3,15 %). Le taux de participation est de 77,68 % (3 752 votants sur 4 830 inscrits)[13].
- Élections cantonales de 2008 : Gérard Mayaud (MPF) est élu au 2e tour avec 57,78 % des suffrages exprimés, devant Roger Jambut (PRG) (42,22 %). Le taux de participation est de 67,89 % (3 026 votants sur 4 457 inscrits)[14].

### Conseillers d'arrondissement (de 1833 à 1940)
Le canton de Saint-Benoit avait deux conseillers d'arrondissement.
| Période                                  | Période | Identité                              | Étiquette | Qualité |
| ---------------------------------------- | ------- | ------------------------------------- | --------- | --- |
| 1833                                     | 1836    | Philippe de Beaufort fils             |           | Propriétaire à Saint-Benoit-du-Sault, Capitaine commandant de la Garde nationale                            |
| 1833                                     | 1842    | Joseph Philippe de Lafont (1766-1859) |           | Juge de paix à Saint-Benoit-du-Sault                                                                        |
| 1836                                     | 1842    | Joseph Duparc                         |           | Propriétaire, maire de Dunet                                                                                |
|                                          |         |                                       |           | |
| 1895                                     |         | M. Surun                              |           | |
| 1895                                     |         | M. Ratier                             |           | |
|                                          |         |                                       |           | |
| 1913                                     |         | M. Dardant                            |           | Propriétaire à Sacierges                                                                                    |
| 1913                                     | 1931    | Jules Rigollet                        |           | Maire de Roussines                                                                                          |
|                                          |         | Gustave Pérussault (1856-1934)        |           | Agriculteur, viticulteur, négociant à Vigoux                                                                |
| 1925                                     | 1940    | Armand Moulins                        | Radical   | Conseiller municipal de Parnac                                                                              |
|                                          |         | Jean Chatelain                        |           | Maire de Vigoux                                                                                             |
|                                          | 1940    | Adrien Mathé (1902-1979)              | PAPF      | Propriétaire à Chaillac                                                                                     |
| 1940                                     |         |                                       |           | Les conseils d'arrondissement ont été suspendus par la loi du 12 octobre 1940 et n'ont jamais été réactivés |
| Les données manquantes sont à compléter. |         |                                       |           | |

## Composition
Le canton de Saint-Benoît-du-Sault, d'une superficie de 318,81 km2, était composé de quatorze communes.
- Beaulieu
- Bonneuil
- Chaillac
- La Châtre-Langlin
- Chazelet
- Dunet
- Mouhet
- Parnac
- Roussines
- Sacierges-Saint-Martin
- Saint-Benoît-du-Sault
- Saint-Civran
- Saint-Gilles
- Vigoux

## Démographie

### Évolution démographique
| 1962  | 1968  | 1975  | 1982  | 1990  | 1999  | 2006  | 2012  | 2015  |
| ----- | ----- | ----- | ----- | ----- | ----- | ----- | ----- | ----- |
| 7 754 | 7 455 | 6 871 | 6 219 | 5 846 | 5 432 | 5 355 | 5 139 | 5 089 |

### Âge de la population
La pyramide des âges, à savoir la répartition par sexe et âge de la population, du canton de Saint-Benoît-du-Sault en 2009 ainsi que, comparativement, celle du département de l'Indre la même année sont représentées avec les graphiques ci-dessous.
La population du canton comporte 50,3 % d'hommes et 49,7 % de femmes. Elle présente en 2009 une structure par grands groupes d'âge plus âgée que celle de la France métropolitaine.
Il existe en effet 44 jeunes de moins de 20 ans pour cent personnes de plus de 60 ans, soit un indice de jeunesse de 0,44, alors que pour la France cet indice est de 1,06. L'indice de jeunesse du canton est également inférieur à celui  du département (0,67) et à celui de la région (0,95).
| Hommes | Classe d’âge | Femmes |
| ------ | ------------ | ------ |
| 0,8    | 90 ans ou +  | 1,5    |
| 13,7   | 75 à 89 ans  | 17,7   |
| 21,7   | 60 à 74 ans  | 22,8   |
| 23,5   | 45 à 59 ans  | 20,8   |
| 16,2   | 30 à 44 ans  | 15,9   |
| 10,4   | 15 à 29 ans  | 8,9    |
| 13,7   | 0 à 14 ans   | 12,5   |

| Hommes | Classe d’âge | Femmes |
| ------ | ------------ | ------ |
| 0,5    | 90 ans ou +  | 1,6    |
| 9,6    | 75 à 89 ans  | 13,8   |
| 17,0   | 60 à 74 ans  | 17,5   |
| 22,1   | 45 à 59 ans  | 20,6   |
| 19,2   | 30 à 44 ans  | 17,8   |
| 15,0   | 15 à 29 ans  | 13,6   |
| 16,6   | 0 à 14 ans   | 15,1   |